# Primair goed
Een primair goed, ook wel 'noodzakelijk goed', is een goed dat voorziet in de eerste levensbehoefte van de consument. Zo zijn water, voedsel en lucht primaire goederen. Het moet hierbij wel om goederen gaan die echt essentieel zijn. Zo is het in te denken dat brood en aardappelen als eerste levensbehoefte aangemerkt worden, maar chips en frisdrank niet. Deze laatste goederen zijn luxegoederen of secundair goed.
In de economische wetenschap is de definitie van een primair goed: een goed met een inkomenselasticiteit van 0 tot 1, oftewel inelastisch. Mensen kopen het sowieso, hoe duur het ook is, vanwege de levensbehoefte. En als het inkomen stijgt, zal de verkochte hoeveelheid ervan slechts weinig meestijgen, men gaat er niet veel méér van kopen. 